# Amphiura beringiana
Amphiura beringiana is een slangster uit de familie Amphiuridae.
De wetenschappelijke naam van de soort werd in 1955 gepubliceerd door Baranova.